# 사용후핵연료
사용후핵연료(使用後核燃料, 영어: spent nuclear fuel)는 핵연료 주기를 거치고 쓰고 남은 핵연료이다. 그냥 버리면 고준위 방사성 폐기물이지만 재처리를 하면 핵연료와 귀금속 자원이 된다.

## 사용후핵연료 정의
사용후핵연료는 '상업용 또는 연구용 원자로에서 연료로 사용된 핵연료 물질 또는 기타의 방법으로 핵분열시킨 핵연료 물질'이다. 사용전핵연료와 외관상으로 차이는 없으나 원자로 내에서 일어나는 방사선 조사와 핵분열 연쇄 반응 등을 통해 물질 구성이 달라지고, 방사선과 높은 열을 방출한다.
대한민국에서 발전용 원자로에 사용되는 핵연료는 원자로의 종류에 따라 경수로와 중수로, 두가지 종류가 있다. 중수로는 핵연료 U-235 농축도가 0.7%인 천연우라늄을, 경수로의 경우는 농축도가 3~5%인 농축우라늄을 사용한다. 두 종류 모두 핵연료 초기에는 우라늄만 존재하나 원자로 내에서 핵분열 연쇄 반응이 진행됨에 따라 사용후핵연료 내에는 많은 방사성 핵종들이 존재하게 된다. 핵분열 연쇄 반응이 진행되면 최초에 장전된 우라늄은 원자로 내에 존재하는 중성자를 흡수하여 넵튜늄Np, 플루토늄Pu, 아메리슘Am, 큐륨Cm 등으로 변하게 되며, 이들은 반감기가 길어 지속적 관리가 필요하다. 우라늄, 플루토늄을 제외한 원자번호 92번 이상의 초우라늄 원소는 중수로 사용후핵연료의 경우 약 0.02%, 경수로 사용후핵연료의 경우 0.2%가 생성된다.
또한 핵분열을 통해 쪼개지며 생성된 원소를 핵분열 생성물이라 하며, 중수로 사용후핵연료의 경우 약0.8%, 경수로 사용후핵연료의 경우 5.6%를 차지하는데 초기 열 및 방사선 발생의 대부분을 유발한다. 그리고 사용후핵연료 내에는 아직도 연소되지 않고 남아 있는 대부분의 우라늄과 새로이 생성된 플루토늄을 함유하고 있어 이를 회수하여 다시 사용하는 방안이 논의되고 있다.

## 사용후핵연료 발생량
현재(2015년 3사분기 기준) 가동중인 원전에서 약 750톤씩 사용후핵연료가 발생하고 있기 때문에 2016년부터는 고리원전부터 포화 상태가 될 것으로 전망하고 있다. 습식저장의 경우 조밀저장을 활용해 저장 능력을 확대하거나 원전과 같은 부지 내 다른 저장 시설로 옮겨 저장한다면 2024년까지 상황에 따라 약간의 변동은 가능하게 저장할 수 있을 것으로 보인다. 그러나 이 역시 결국 포화 상태가 되면 부지 내의 건식저장 시설을 최대한 확보하거나 별도의 중간 저장 시설 혹은 영구 처분시설을 필요로 하게 된다.

## 사용후핵연료 관리 방안
원전에서 발생한 사용후핵연료는 원전 내의 관계시설인 임시저장 시설에서 저장·관리하고 있다. 현재 가동 중인 원전 24기 중 경수로형인 20기는 사용후핵연료 저장조(습식시설)에, 중수로형 4기는(월성) 사용후핵연료 저장조 및 건식저장 시설에 저장·관리되고 있다.
습식저장 시설은 물을 이용하여 사용후핵연료를 냉각시키고 방사선 누출을 차폐하는 원전 내 수조 형태의 시설물이다. 건식 시설은 공기 또는 불활성 기체를 이용하여 사용후핵연료를 냉각시키고, 콘크리트 또는 금속을 이용하여 방사선 누출을 차폐하는 시설이다.
대한민국은 2016년 고리원전부터 임시 저장조 포화가 예상되고 있는데 조밀 저장을 활용해 저장 능력을 확대하거나 원전과 같은 부지 내 다른 저장 시설로 옮겨 저장해도 2024년에 포화되므로 별도의 중간저장 시설 혹은 영구처분 시설이 필요하게 되었다. 
중간저장은 최종처분 이전까지 40~80년 동안 중장기적으로 안전하게 저장하는 것을 말하며, 최종처분은 인간생활과 영구히 격리시키는 것으로 초창기(10만 년 이상)의 지질 안전성을 요구한다.
사용후핵연료 처분은 지하 500~1,000m 깊이의 심지층에 처분하는 것으로 현재 대부분의 국가들이 심지층 처분 방식을 선호하고 있으며, 핀란드와 스웨덴이 고준위 처분장 부지를 확보한 상태이다.
대한민국은 사용후핵연료에 대한 국민적 공감대를 조성하고 관리 방안을 함께 찾아가고자 공론회위원회를 설립하여 운영하였고, 2015년 6월 최종권고안이 제출되었으며, 정부는 이를 바탕으로 2016년 5월 26일「고준위방사성폐기물 관리 기본계획(안)」을 발표하였다. 이 계획에는 고준위방폐물을 안전관리하기 위한 절차와 방식 중심으로 일정이 제시되었으며, 향후 12년간의 부지선정 절차를 제시하고 책임감있게 실행할 것을 발표하였다. 기본계획 주요내용은 다음과 같다.
① 특정지역을 정부가 직접 후보지역으로 지정하거나, 당장에 부지를 선정하는 것이 아니며, 부지선정 관련 절차와 방식을 단계별로 제시
```
 - 인허가용 지하연구시설(URL), 중간저장시설, 영구처분시설을 동일부지에 집적하되, 국제공동저장·처분시설 확보노력
   도 병행
 - 부지가 확보되면 중간저장시설은 7년간 건설하여 가동하고, 영구처분시설은 부지확보 시점에서 24년간 건설 후 운영
   을 목표로 함
 - 부지확보가 예정대로 될 경우 중간저장시설은 ‘35년경, 영구처분시설은 ’53년경 가동될 것으로 기대됨
```

② 일반국민이 안전성에 대해 믿음을 가질 수 있도록 필요한 핵심관리 기술은 적기에 차질 없이 확보
```
 - 산·학·연간 역할분담을 통해 운반·저장·처분·재활용 등 분야별 핵심기술을 조속히 적기 확보하되, 필요시 국제
   공동연구도 병행
```

③ 국민과 지역주민의 이해와 신뢰 등 수용성 확보에 노력하고, 고준위방폐물 관리를 위한 재원은 방사성폐기물관리기금으로 확보
참고로 주요국 고준위방폐물 관리정책동향을 보면, 공론화를 거친 국가들은 모두 관리방식으로서 영구처분을 권고했으며, 대한민국은 현재 총 24기에서 발생한 사용후핵연료(‘15년말 기준 약 14,000톤)를 원전내 저장시설에 보관 중이다

## 같이 보기
- 원자력
- 노심 용융